# Lista margrafilor de Meissen
Marca de Meissen a fost un stat teritorial de graniță din Germania medievală. 

## Lista
| Dinastia         | Numele                            | Anii de domnie | Observații |
|                  | Wigbert                           | 965–970        | |
|                  | Thietmar                          | 970–979        | de asemenea margraf de Merseburg |
| Ekkehardingi     | Gunther de Merseburg              | 981–982        | de asemenea margraf de Merseburg |
|                  | Rikdag                            | 979–985        | de asemenea margraf de Merseburg de la 982; i-a înlocuit pe Wigger în Zeitz, pe Gunther în Merseburg și pe Wigbert în Meissen ca margraf |
| Ekkehardingi     | Eckard I                          | 985–1002       | fiul lui Gunther de Merseburg |
| Ekkehardingi     | Gunzelin de Kuckenburg            | 1002–1009      | |
| Ekkehardingi     | Herman I                          | 1009–1031      | |
| Ekkehardingi     | Eckard al II-lea                  | 1031–1046      | |
| Weimar-Orlamünde | Wilhelm                           | 1046–1062      | |
| Weimar-Orlamünde | Otto I                            | 1062–1067      | |
| Brunonen         | Egbert I                          | 1067–1068      | |
| Brunonen         | Egbert al II-lea                  | 1068–1089      | |
| Přemysl          | Vratislau al II-lea al Boemiei    | 1076–1089      | |
| Wettin           | Henric I de Eilenburg             | 1089–1103      | |
| Wettin           | Thimo                             | 1103           | |
| Wettin           | Henric al II-lea de Eilenburg     | 1104–1123      | |
|                  | Wiprecht                          | 1123–1124      | |
| Winzenburg       | Herman al II-lea                  | 1124–1129      | |
| Wettin           | Conrad "cel Mare"                 | 1123–1156      | |
| Wettin           | Otto al II-lea "cel Bogat"        | 1156–1190      | |
| Wettin           | Albert I                          | 1190–1195      | Urmat de domnia directă a împăratului Henric al VI-lea de Hohenstaufen                                                                   |
| Wettin           | Dietrich I "cel Asuprit"          | 1198–1221      | |
| Wettin           | Henric al III-lea                 | 1221–1288      | |
| Wettin           | Albert al II-lea                  | 1288           | Fiul lui Henric al III-lea |
| Wettin           | Frederic Tuta                     | 1288–1291      | |
|                  | Dietrich al II-lea                | 1291–1307      | |
| Wettin           | Frederic I                        | 1291–1323      | |
| Nassau           | Adolf                             | 1293–1298      | |
| Habsburg         | Albert al III-lea                 | 1298–1307      | |
| Wettin           | Frederic al II-lea                | 1323–1349      | Fiul lui Frederic I |
| Wettin           | Frederic al III-lea               | 1349–1381      | Fiul lui Frederic al II-lea |
| Wettin           | Baltazar                          | 1349–1382      | Fiul lui Frederic al II-lea |
| Wettin           | Wilhelm I                         | 1349–1407      | Fiul lui Frederic al II-lea |
| Wettin           | George                            | 1381–1402      | Fiul lui Frederic al III-lea |
| Wettin           | Wilhelm al II-lea                 | 1381–1425      | Fiul lui Frederic al III-lea |
| Wettin           | Frederic al IV-lea "cel Luptător" | 1381–1428      | Fiul lui Frederic al III-lea |
| Wettin           | Frederic al V-lea                 | 1407–1440      | Fiul lui Baltazar, moștenitor al lui Wilhelm I                                                                                           |